# 15 Большой Медведицы
15 Большой Медведицы (лат. 15 Ursae Majoris), f Большой Медведицы (лат. f Ursae Majoris), HD 78209 — одиночная звезда в созвездии Большой Медведицы на расстоянии приблизительно 88,5 световых лет (около 27,1 парсеков) от Солнца. Видимая звёздная величина звезды — +4,48m. Возраст звезды оценивается как около 220 млн лет.

## Характеристики
15 Большой Медведицы — белая Am-звезда спектрального класса kA3VmF5IIISr. Масса — около 1,86 солнечной, радиус — около 1,3 солнечного, светимость — около 11,31 солнечных. Эффективная температура — около 7519 К.